# 御影
御影（1980年3月7日—），日本神奈川縣小田原市出身。遊戲編劇、輕小說作家。2014年離開minori，成為自由工作者。

## 參與作品
- 水夏（CIRCUS、原案・企画・劇本）
- （CIRCUS、劇本[2]）
- Infantaria（CIRCUS）
- D.C. 〜ダ・カーポ〜（CIRCUS、企画・劇本）
- SAKURA 〜雪月華〜（CIRCUS、原案・企画）
- 春天的足音（minori、劇本監修）
- ef - a fairy tale of the two.（minori、劇本）
  - ef - the first tale.[3]
  - ef - the latter tale.[4]
- eden*（minori）
- Supipara - Alice the magical conductor.（minori、演出・劇本）
- 夏空的英仙座（minori、原作・劇本）
- 永不落幕的前奏詩（minori、劇本[5]）
- （Purple software、原案・企画・劇本）
- 天津罪（Purple software、原案・企画・劇本）
- （Purple software、原案・企画・劇本）
- （Purple software、劇本[6]）

### 作詞
- （《春天的足音》片尾曲）

### 廣播劇CD
- Wind -a breath of heart-
- モエかん（日语：モエかん）
- ef - a fairy tale of the two.

### 小説
- （電撃文庫）